# Gold (песня Spandau Ballet)
«Gold» — песня британской группы Spandau Ballet, вышедшая 5 августа 1983 года на лейбле Chrysalis Records в качестве четвёртого сингла из их третьего студийного альбома True (1983). Она была написана ведущим гитаристом и основным автором песен Гэри Кемпом как дань уважения темам из фильмов композитора Джона Барри, на которого особенно повлияли его партитуры для серии фильмов о Джеймсе Бонде. Это было очевидно для некоторых музыкальных критиков, но они резко разделились в своих отзывах. Одни оценили энергию и драматизм песни, другие сочли её заезженной и перегруженной. Песня заняла 2-е место в UK Singles Chart в Великобритании и вошла в топ-10 в нескольких других странах, но её 29-е место в США и разочаровывающие результаты двух следующих синглов, выпущенных там, привели к решению группы сменить звукозаписывающий лейбл.

## Предыстория
В 1981 году гитарист и автор песен Spandau Ballet Гэри Кемп написал песню «She Loved Like Diamond», которая стала третьим синглом со второго альбома группы Diamond и попытался подражать американской еврейской музыке с восточноевропейскими мотивами, которую он слышал в темах фильмов и мюзиклов. Её 49-е место в UK Singles Chart стало самой низкой позицией среди всех песен, которые они выпустили до этого момента, поэтому Кемп предпринял ещё одну попытку с «Gold». В интервью Mastertapes в 2013 году Джон Уилсон спросил, слышал ли он эту песню такой драматичной, какой она получилась во время написания, и Кемп признался, что хотел написать тему для фильма в том же ключе, что и Джон Барри, из-за его работы над фильмами о Джеймсе Бонде, и что на название его вдохновила хитовая тема Ширли Бэсси «Goldfinger» 1964 года. Кемп и его брат Мартин, который был бас-гитаристом группы, все ещё жили с родителями, когда он писал песню, и Кемп позвал его к себе, чтобы послушать, что он написал, и подыграть ему на басу. Он был рад, что Мартину так понравилась именно эта песня.
«Gold» не привлёк внимания продюсеров, с которыми Spandau Ballet решили попробовать поработать над своим следующим альбомом, который в итоге получил название True. Первоначально они выбрали Тревора Хорна, которого больше всего заинтриговала песня «Pleasure», но он хотел заменить барабанщика Джона Кибла, от чего Кемп отказался. Когда их менеджер, Стив Даггер, предложил продюсеров Тони Свейна и Стива Джолли, группа решила попросить их сначала спродюсировать одну из новых песен, написанных Кемпом, чтобы посмотреть, как пойдут дела.
Дуэт был наиболее впечатлён песнями «Communication» и «Lifeline», последняя из которых стала первым синглом с True. Они были наняты для работы над остальными частями альбома, и музыка для большинства песен была записана в Compass Point Studios на Багамах. Запись голоса вокалиста Тони Хэдли и сведение треков происходили после их возвращения в Паддингтоне, в Red Bus Studios. Когда они представили готовый альбом своей звукозаписывающей компании, руководителям Chrysalis понравилась песня «Gold», но Даггер хотел выбрать для следующего сингла что-то более темповое, и была выбрана песня «Communication». Альбом был выпущен, когда эта песня продвигалась вверх по чарту UK Singles Chart, и выбор третьего сингла стал очевиден, когда диджеи начали играть альбомную версию «True», прежде чем «Communication» закончила своё восхождение.
Даг Д’Арси, управляющий директор Chrysalis UK, сомневался, стоит ли выпускать четвёртый сингл с альбома True, который уже имел успех с тремя предыдущими, но менеджер группы, Стив Даггер, утверждал, что импульс для ещё одного хита в чартах уже есть после того, как заглавная песня только что стала номером один в Великобритании. Кемп объяснил Д’Арси, что им нужно будет снять клип на «Gold» и что он хочет сделать что-то «оркестровое» с 12-дюймовым синглом вместо обычного танцевального микса.

## Музыкальное видео
Брайан Даффи был нанят режиссёром клипа на песню «Gold», часть которого была снята в Арабском зале Дома-музея Лейтона в Лондоне, где Spandau Ballet исполняют песню. Эти декорации использовались годом ранее для сингла Stranglers «Golden Brown». Кемп и Тони Хэдли были единственными участниками группы, которые поехали на съёмки в Кармону (Испания). Кемп описал это как «наше первое видео о путешествиях и очевидный ответ на заграничные эпосы, которые теперь снимала группа Duran».

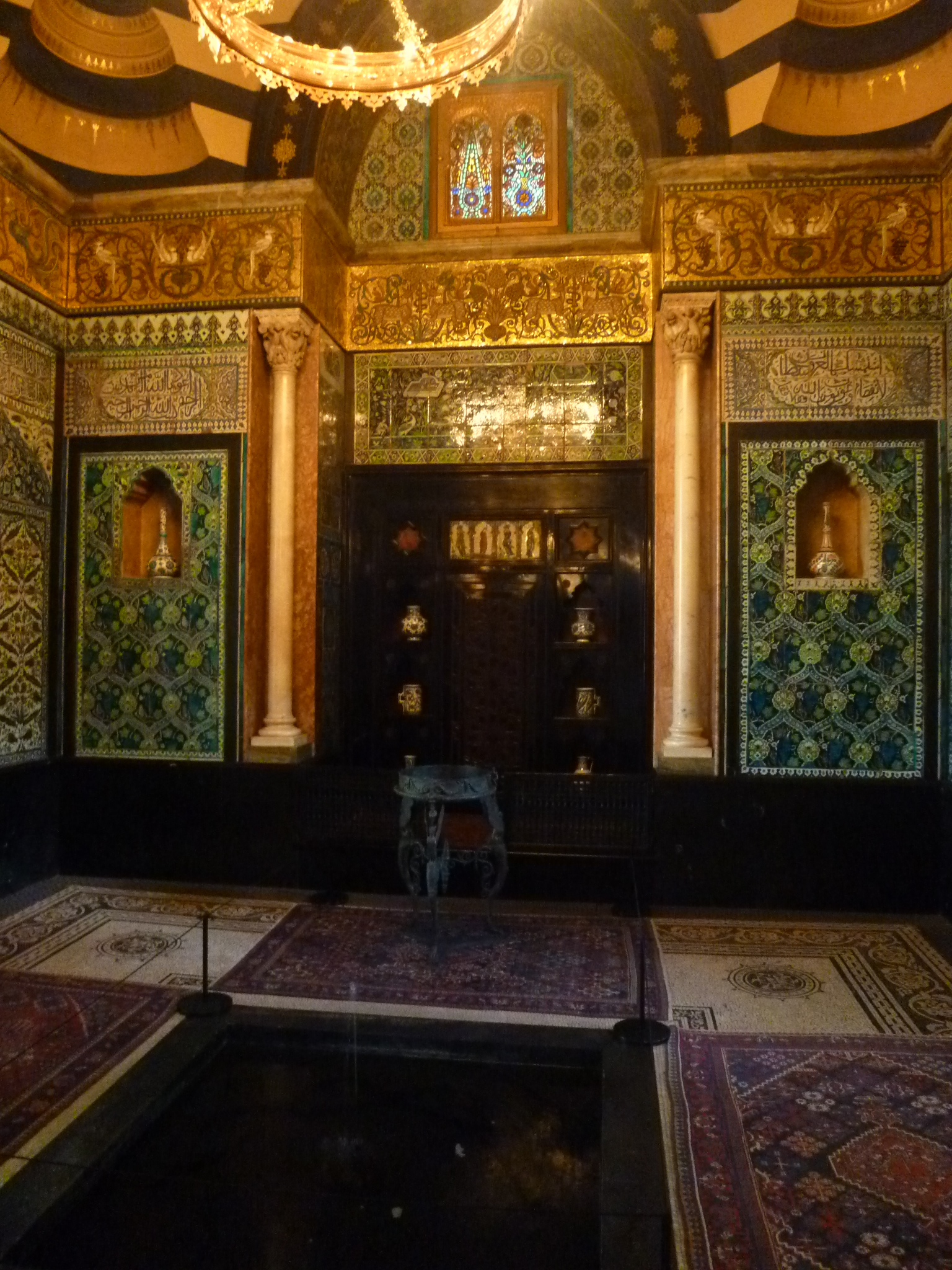
Музыкальное видео было частично снято в Арабском зале Дома-музея Лейтона в Лондоне

Хэдли сыграл персонажа, который бродит по залитым солнцем улицам и окраинам города в поисках кусочков, составляющих золотую головоломку. Хотя Кемп не появлялся в этих кадрах, он был там, чтобы внести свой вклад, но позже почувствовал, что его контролирующий характер слишком велик для Даффи, и ушёл с работы, не поговорив предварительно ни с кем из них. Кемп взял на себя его обязанности до конца съёмок. В своей автобиографии «To Cut a Long Story Short» Хэдли написал, что они «в итоге работали сумасшедшие часы, чтобы завершить съёмку». В клипе снималась английская актриса Сэйди Фрост в роли нимфы с золотой росписью, в одной из своих ранних ролей. А поскольку к моменту съёмки последней сцены, в которой Хэдли забирал у Фрост последний кусочек головоломки, была глубокая ночь, он заснул, и его пришлось разбудить, чтобы завершить съёмки.
Композиция «Gold» была включена в отчёты, которые MTV предоставляло журналу Billboard, чтобы показать, какие видеоклипы находятся в ротации на кабельной сети, и впервые появилась в выпуске от 3 декабря 1983 года, где было указано, что она была добавлена в их плейлист с 21 ноября.

## Релиз
Песня «Gold» была выпущена в виде 7-дюймового сингла в Великобритании 5 августа 1983 года и заняла там 2-е место в UK Singles Chart. Только песня KC and the Sunshine Band «Give It Up» удержала её от первого места. Хэдли был уверен, что песня заняла бы первое место, если бы они смогли выступить в прямом эфире британской телепрограммы Top of the Pops, но они уже взяли на себя обязательства, связанные с рекламной работой в Норвегии. Он подчеркнул, что группа не была «высокомерной или самодовольной» и что они знали, что продажи альбома могут возрасти, если они появятся. Они думали, что предоставление им клипа на песню «Gold» для показа в эфире компенсирует их отсутствие, но продюсеры шоу решили не показывать его, и Хэдли был уверен, что, не сделав этого, они помешали Spandau Ballet иметь ещё один сингл номер 1.

## Отзывы
Несколько критиков обратили внимание на трибьют Бонду, но отзывы разделились. Журнал Billboard объяснил, что «высокая драма, искусная и элегантная» была успехом «True» и что «Gold» был «немного более энергичным, но с таким же вкусом. Вдохнуть целый мир смысла в односложный хук — это один из величайших даров вокалиста Тони Хэдли». Cashbox также сравнил эти две песни, отметив, что новый сингл имеет «энергичную тягу» и упомянув, что «красивое саксофонное соло также выделяется». Майк Гарднер из Record Mirror был особенно воодушевлён песней в своей еженедельной колонке отзывов: «На неделе, когда большинство забыло о таких простых вещах, как мелодии, ритмы, стиль, чувства и простое развлечение, Гэри Кемп и ребята показывают, как это можно сделать». Суни Флетчер из Number One считает, что Кемп «написал лучшую песню для фильма о Бонде за последние ослиные годы. Она большая, смелая и драматичная, с большим Тоном Бэссингом, который играет как хороший парень. Потрясающе».
Хотя Питер Мартин из Smash Hits написал: «Укрепляя шансы Гэри Кемпа на саундтреки к фильмам о Джеймсе Бонде, „Gold“ — это тщательно продуманная стилистика и исключительный вкус», он также предупредил: «Не делайте ошибки. Это не номер один. Лишённая магии „True“, эта песня изо всех сил старается быть особенной, и это видно». Гэвин Мартин из New Musical Express не согласился со строчками «These are my salad days,/Slowly being eaten away», заявив, что «слова просто смехотворны, но сказаны таким образом, что вы думаете, что все, кроме Тони Хэдли, были в курсе шутки». Рецензируя концерт группы в Королевском Альберт-холле в 2014 году, Иэн Гиттинс описал песню в The Guardian как «наглый взрыв веры в себя, который, кажется, сделан из чистого титана. Возможно, это наименее тонкая песня из всех когда-либо написанных, но, как и Spandau Ballet, она отличается наглостью». В ретроспективной рецензии Стюарт Мейсон из AllMusic счёл её «слабее» других синглов с альбома True, отметив, что в то время как «Lifeline» и заглавная песня «звучат совершенно естественно и убедительно, в „Gold“ есть что-то неопределённо неправильное». Он обвинил Кемпа в желании написать хит, звучащий как «поздний период Roxy Music», и назвал его «развлекательным в своей собственной китчевой манере».

## Наследие
Песня «Gold» стала ассоциироваться с главным призом на Олимпийских играх. Группа исполнила песню там летом 1988 года, а в рамках празднования летних Олимпийских игр 2012 года (Лондон) на британской радиостанции Absolute Radio Кристиан О’Коннелл, ведущий «шоу завтраков» The Christian O'Connell Show, пообещал исполнять песню на каждую золотую медаль, завоёванную командой Великобритании Team GB. Тони Хэдли также был приглашён в программу для исполнения песни в прямом эфире.
Объясняя, что с начала XXI века его заработки стали выше, чем в 1980-х, Хэдли сказал: «„Gold“ — это песня, которую даже современные дети с удовольствием поют в студенческих барах по всей стране, и это одна из главных причин, почему у меня так много корпоративных шоу. Её постоянно просят на вручении наград».

## Форматы и список треков

### Оригинальная запись
| - UK 7-дюймовый сингл 1. «Gold» — 3:54 2. «Gold» (Instrumental) — 2:40 | - US 7-дюймовый сингл 1. «Gold» — 3:54 2. «Gold» (Live) — 5:04 |

| - UK 12-дюймовый сингл 1. «Gold» (Extended Version) — 7:12 2. «Foundation» (Live) — 3:54 | - US 12-дюймовый сингл 1. «Gold» (Extended Version) — 7:12 2. «Gold» (Instrumental) — 2:40 |

### Gold 2012
| - UK CD-сингл 1. «Gold 2012» (Basto Radio Edit) — 3:08 2. «Gold 2012» (Basto Extended Mix) — 5:28 | - US CD-сингл 1. «Gold 2012» (Basto Extended Vocal) — 5:29 2. «Gold 2012» (Basto Club Mix) — 5:42 3. «Gold 2012» (Basto Radio Edit) — 3:08 |

## Чарты
| Чарт (1983—1984)                   | Высшая позиция |
| ---------------------------------- | -------------- |
| Австралия (Kent Music Report)      | 9              |
| Бельгия/Фландрия (Ultratop 50)     | 3              |
| Великобритания (UK Singles Chart)  | 2              |
| Ирландия (IRMA)                    | 4              |
| Испания (AFYVE)                    | 4              |
| Канада (RPM Top Singles)           | 12             |
| Канада (RPM Adult Contemporary)    | 27             |
| Нидерланды (Dutch Top 40)          | 2              |
| Нидерланды (Single Top 100)        | 3              |
| Новая Зеландия (Recorded Music NZ) | 8              |
| США (Billboard Hot 100)            | 29             |
| США (Billboard Adult Contemporary) | 17             |
| США (Cash Box Top 100 Singles)     | 29             |
| ФРГ (Offizielle Top 100)           | 16             |

| Чарт (1983)                         | Позиция |
| ----------------------------------- | ------- |
| Австралия (Kent Music Report)       | 74      |
| Бельгия (Ultratop 50 Flanders)      | 37      |
| Великобритания (UK Singles, Gallup) | 44      |
| Нидерланды (Dutch Top 40)           | 27      |
| Нидерланды (Single Top 100)         | 29      |

## Сертификации
| Регион                                                                      | Сертификация | Продажи |
| --------------------------------------------------------------------------- | ------------ | ------- |
| Великобритания (BPI)                                                        | Платиновый   | 600 000 |
| Данные о продажах + прослушиваниях приведены только на основе сертификации. |              |         |